# ريكاردو نارديني
ريكاردو نارديني (بالإيطالية: Riccardo Nardini)‏ (27 يونيو 1983 ببافولو نل فرينيانو في إيطاليا - ) هو لاعب كرة قدم إيطالي في مركز الوسط. لعب مع نادي أسكولي ونادي أفيلينو ونادي إمبولي ونادي ريجيانا 1919 ونادي ريجينا ونادي فوجيا ونادي كاتانيا ونادي مودينا وUS Poggibonsi ‏ ونادي براتو وASD Sangiovannese 1927 ‏ وAglianese Calcio 1923 ‏.

## روابط خارجية
- ريكاردو نارديني على موقع قاعدة بيانات كرة القدم.إي يو (الإنجليزية)
- ريكاردو نارديني على موقع Soccerway.com (الإنجليزية)